# Хасполатлы, Джихан
Джихан Хасполатлы (тур. Cihan Haspolatlı; род. 4 января 1980, Диярбакыр, Турция) — турецкий футболист, выступавший на позиции полузащитника.

## Клубная карьера
Родившийся в Диярбакыре Джихан Хасполатлы начинал карьеру футболиста в «Коджаэлиспоре». 13 сентября 1998 года он дебютировал в турецкой Первой лиге, выйдя на замену в самой концовке гостевого поединка против «Сакарьяспора». Спустя две недели Хасполатлы забил свой первый гол на высшем уровне, отличившись в конце гостевого матча с «Анкарагюджю». В 2002 году он в составе «Коджаэлиспора» стал обладателем Кубка Турции, команда в финале разгромила «Бешикташ» со счётом 4:0, а Хасполатлы забил первый гол на 44-й минуте.
Летом того же года Джихан Хасполатлы перешёл в «Галатасарай». 13 ноября он отметился голом престижа в гостевой игре Лиги чемпионов УЕФА с «Барселоной». 21 октября 2003 Хасполатлы забил единственный и победный гол в домашнем поединке против «Олимпиакоса», проходившем в рамках группового этапа Лиги чемпионов УЕФА. 
Летом 2007 года Джихан Хасполатлы покинул «Галатасарай» и сезон 2007/08 отыграл за «Бурсаспор», 2008/09 — за «Коньяспор», а сезон 2009/10 — за «Анкарагюджю». Последние три года своей профессиональной карьеры Хасполатлы провёл за «Истанбул Башакшехир», завершив её в 2013 году.

## Карьера в сборной
21 августа 2002 года Джихан Хасполатлы дебютировал в составе сборной Турции, выйдя на замену после перерыва в домашнем товарищеском матче против команды Грузии. На 51-й минуте этого поединка он забил свой первый и единственный гол за сборную. 

## Достижения
«Коджаэлиспор» 
- Обладатель Кубка Турции: 2001/02

«Галатасарай»
- Чемпион Турции: 2005/06
- Обладатель Кубка Турции: 2004/05